# Fútbol 7 en los Juegos Parapanamericanos
El fútbol 7 es uno de los deportes disputados en los Juegos Parapanamericanos, organizado por la Organización Deportiva Panamericana.
El torneo masculino es el único que se ha disputado desde los III Juegos Parapanamericanos de 2007 ya que no hay torneo femenil, pero tuvo una ausencia durante los Juegos de Guadalajara 2011, regresando hasta Toronto 2015.

## Torneo Masculino
| Edición       | Sede                   | Medalla de oro       | Medalla de plata     | Medalla de bronce    |                      |
| ------------- | ---------------------- | -------------------- | -------------------- | -------------------- | -------------------- |
| 2007 Detalles | Río de Janeiro, Brasil | Brasil               | Argentina            | Canadá               |                      |
| 2011          | Guadalajara, México    | No se disputó torneo | No se disputó torneo | No se disputó torneo | No se disputó torneo |
| 2015 Detalles | Toronto, Canadá        | Brasil               | Argentina            | Venezuela            |                      |
| 2019 Detalles | Lima, Perú             | Brasil               | Argentina            | Estados Unidos       |                      |
| 2023 Detalles | Santiago, Chile        | Brasil               | Argentina            | Estados Unidos       |                      |
| 2027 Detalles | Barranquilla, Colombia | Por disputarse       | Por disputarse       | Por disputarse       |                      |

### Medallero
Actualizado Santiago 2023
| Núm. | País                 | Oro | Plata | Bronce | Total |
| ---- | -------------------- | --- | ----- | ------ | ----- |
| 1    | Brasil (BRA)         | 4   | 0     | 0      | 4     |
| 2    | Argentina (ARG)      | 0   | 4     | 0      | 4     |
| 3    | Estados Unidos (USA) | 0   | 0     | 2      | 2     |
| 4    | Canadá (CAN)         | 0   | 0     | 1      | 1     |
| 4    | Venezuela (VEN)      | 0   | 0     | 1      | 1     |
|      | Total                | 4   | 4     | 4      | 12    |